# Exing
Exing är dialektalt namn för flera sorters gräs. Det kan bland annat avse Hundäxing (Dactylis glomerata) i Småland och Kvickrot (Triticum repens) i Västerbotten.